# Episodi di Warehouse 13 (seconda stagione)
La seconda stagione della serie televisiva Warehouse 13, composta da 13 episodi, è stata trasmessa negli Stati Uniti via cavo dal canale Syfy dal 6 luglio al 7 dicembre 2010. Nel quinto episodio è stato realizzato un crossover con la serie tv Eureka, mentre il tredicesimo costituisce uno speciale natalizio trasmesso appositamente nel mese di dicembre.
In Italia è andata in onda dal 17 gennaio all'11 aprile 2011 su Steel, canale pay della piattaforma Mediaset Premium.

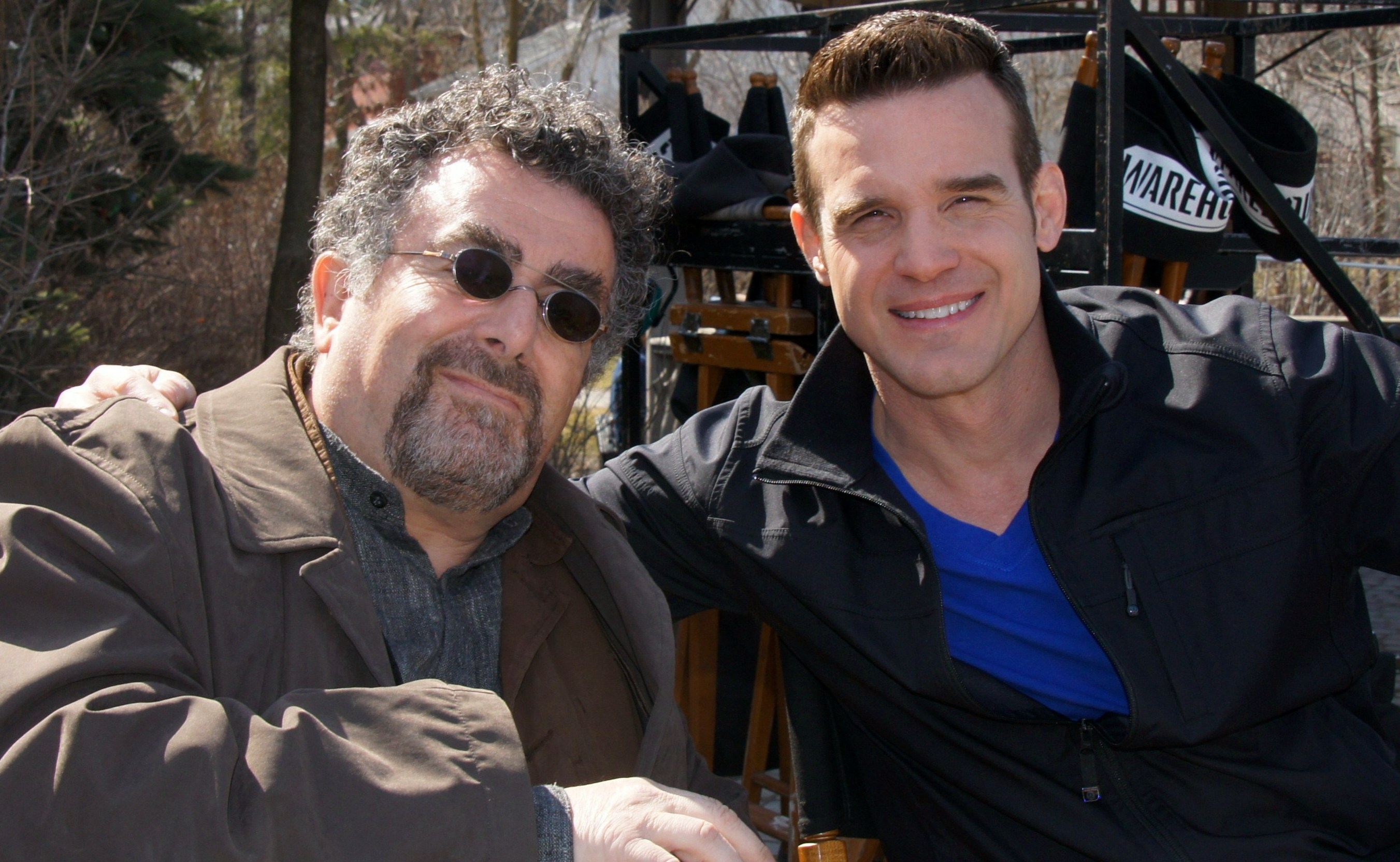
Saul Rubinek e Eddie McClintock, interpretano rispettivamente Artie Nielsen e Peter Lattimer

.
| nº | Titolo originale   | Titolo italiano           | Prima TV USA      | Prima TV Italia  |
| -- | ------------------ | ------------------------- | ----------------- | ---------------- |
| 1  | Time Will Tell     | Lo dirà il tempo          | 6 luglio 2010     | 17 gennaio 2011  |
| 2  | Mild Mannered      | Un uomo gentile           | 13 luglio 2010    | 24 gennaio 2011  |
| 3  | Beyond Our Control | Oltre il nostro controllo | 20 luglio 2010    | 31 gennaio 2011  |
| 4  | Age Before Beauty  | Eterna giovinezza         | 27 luglio 2010    | 7 febbraio 2011  |
| 5  | 13.1               | 13.1                      | 3 agosto 2010     | 14 febbraio 2011 |
| 6  | Around the Bend    | Paranoia telegrafica      | 10 agosto 2010    | 21 febbraio 2011 |
| 7  | For the Team       | Per la squadra            | 17 agosto 2010    | 28 febbraio 2011 |
| 8  | Merge with Caution | Nel corpo di un altro     | 24 agosto 2010    | 7 marzo 2011     |
| 9  | Vendetta           | Vendetta                  | 31 agosto 2010    | 14 marzo 2011    |
| 10 | Where and When     | Linea temporale           | 7 settembre 2010  | 21 marzo 2011    |
| 11 | Buried             | Sepolto                   | 14 settembre 2010 | 28 marzo 2011    |
| 12 | Reset              | Reset                     | 21 settembre 2010 | 4 aprile 2011    |
| 13 | Secret Santa       | Babbo Natale segreto      | 7 dicembre 2010   | 11 aprile 2011   |

## Lo dirà il tempo
- Titolo originale: Time Will Tell
- Diretto da: Stephen Surjik
- Scritto da: Jack Kenny

### Trama

Jaime Murray (H. G. Wells) in una scena dell'episodio

Dopo i fatti dell'ultimo episodio  della prima stagione, Pete e Myka sono addolorati per quanto accaduto ad Artie, ma ben presto avranno una felice sorpresa: Artie è vivo, poiché si è salvato dall'esplosione mediante l'utilizzo dell'artefatto "la Fenice", che permette di salvarsi da morte certa uccidendo però un'altra vita. In questo caso a farne le spese è stato l'autista della signora Frederic, che stava tornando al magazzino e rimane così vittima di un incidente stradale, non riportando gravi ferite. Pur non credendo che Claudia sia complice di MacPherson, i tre si mettono anche sulle loro tracce. Mentre Artie va a Ginevra, dove Claudia sta cercando di raggiungere il fratello, Pete e Myka scoprono che MacPherson ha fatto scappare dal magazzino anche il celebre scrittore H. G. Wells e seguono una pista che li conduce a Londra. Qui, scopriranno che lo scrittore in realtà è una donna che sta aiutando MacPherson ad introdursi in un nascondiglio segreto del magazzino. Pete e Myka quindi, dopo essersi ricongiunti con Artie, che nel frattempo ha recuperato Claudia e si è completamente convinto della sua innocenza, ritornano al magazzino. Qui trovano MacPherson e Wells, quest'ultima, dopo aver recuperato alcuni oggetti personali, provoca la morte di MacPherson tagliando la collana di quarzo che lo proteggeva all'interno del magazzino, per poi fuggire tramite un artefatto, la "Tuta dell'Impercettibilità" creata da lei e che la rende superveloce. MacPherson si ridurrà quindi in cenere proprio tra le braccia di Artie, e in punto di morte sembra mostrare segni di pentimento. Intanto la signora Frederic, uscita dall'ospedale, scopre che era stata Leena ad aiutare MacPherson, ma non l'aveva fatto per sua volontà, poiché era stata costretta tramite l'utilizzo di un artefatto denominato "La Perla della Saggezza".
- Guest star: Jaime Murray (H. G. Wells)

## Un uomo gentile
- Titolo originale: Mild Mannered
- Diretto da: Constantine Makris
- Scritto da: Benjamin Raab e Deric A. Hughes

### Trama

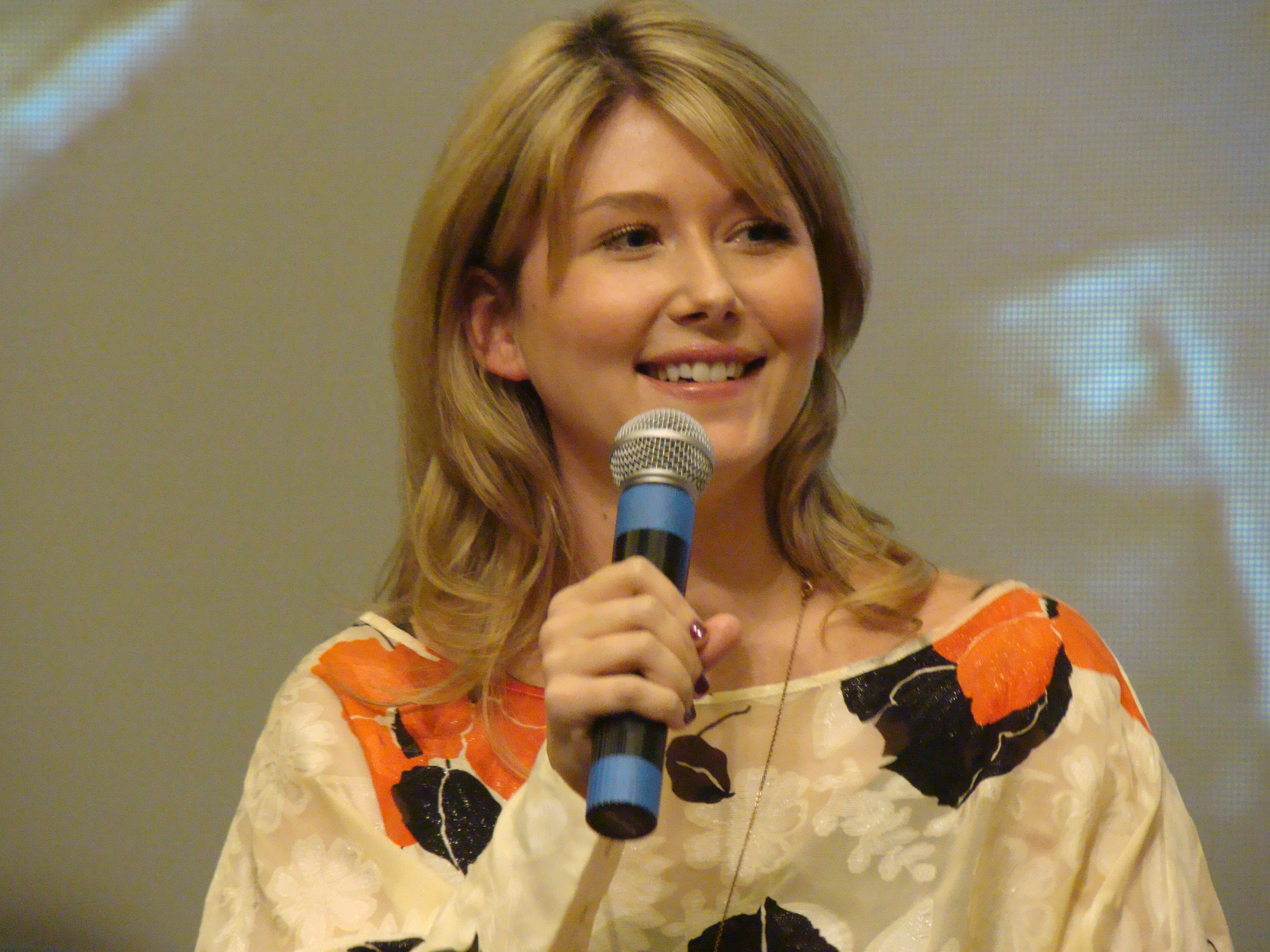
Jewel Staite

Mentre Claudia e Leena cercano di riappacificarsi, Artie manda Pete e Myka a Detroit, dove delle strane scene si presentano nei luoghi in cui erano avvenute tentate rapine. Arrivati sul posto scoprono che qualcuno, un ragazzo di nome Sheldon, sta imitando il supereroe Iron Shadow, grazie ai "Pantaloncini di Charles Atlas" che gli donano una superforza:  appartenuti a Jacob Kurtzberg, in arte Jack Kirby, inventore di molti personaggi della Silver Age. Sheldon agisce spinto dall'amore che prova per Loretta, ma non è in grado di gestire i suoi superpoteri, che stanno per sfuggire al suo controllo. Grazie ad un altro artefatto che Claudia porta dal magazzino a Myka, quest'ultima riesce ad assorbire il suo potere, così Pete potrà recuperare l'artefatto, e neutralizzarlo. Nel frattempo Artie ha delle visioni su MacPherson, e cerca di liberarsene. Nel finale Leena chiama la signora Frederic per avvisarla di stranezze che le stanno capitando.
- Guest star: Sean Maher (Sheldon), Jewel Staite (Loretta)

## Oltre il nostro controllo
- Titolo originale: Beyond Our Control
- Diretto da: Constantine Makris
- Scritto da: David Simkins

### Trama

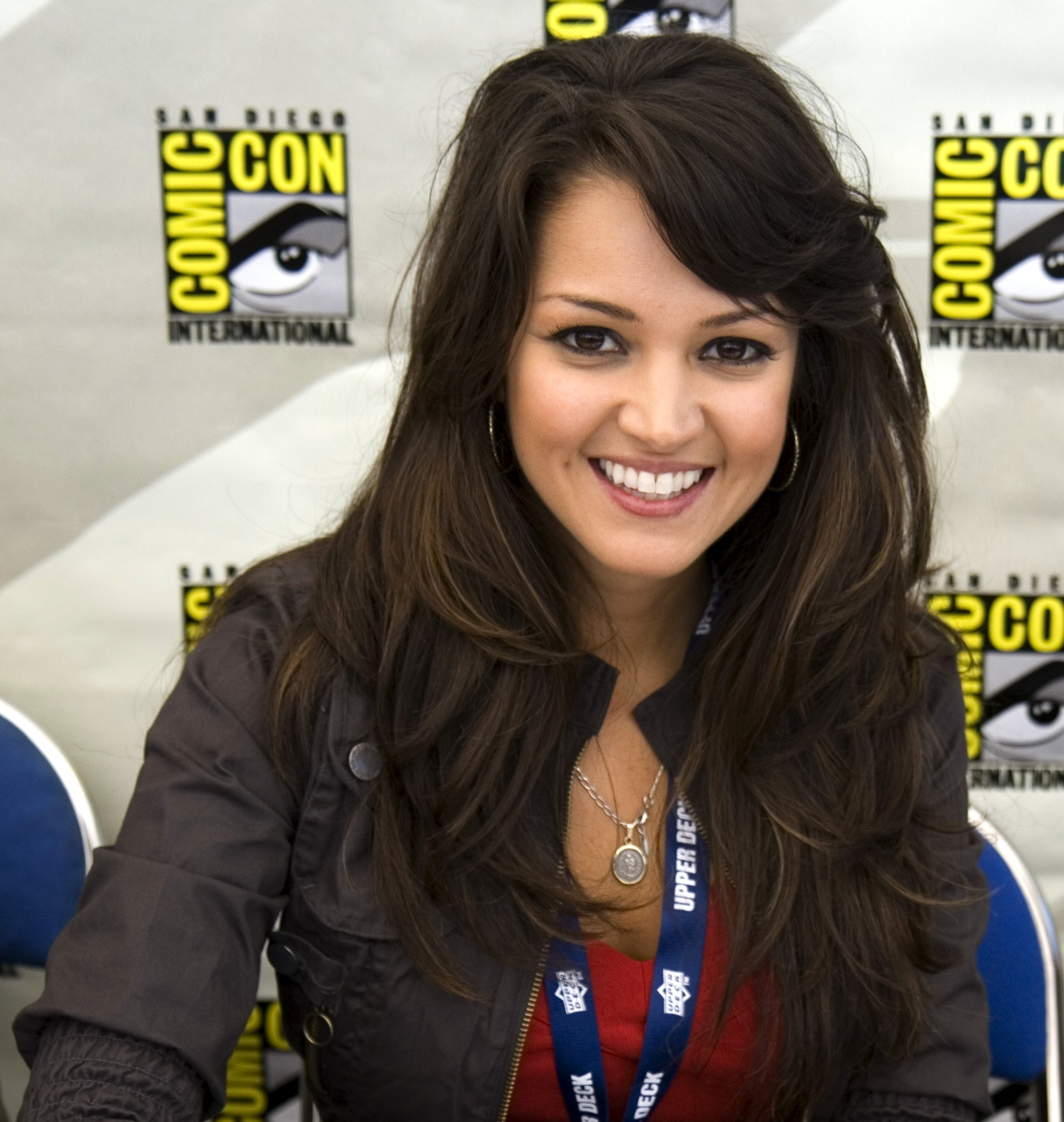
Paula Garcés

In una città vicina al magazzino 13 si verificano strani avvenimenti: la veterinaria della zona, Kelly Hernandez, avvista soldati che sembrano essere marines della seconda guerra mondiale, mentre nel negozio di ferramenta dove Claudia si era recata a ritirare alcune sue vecchie cose, il suo gestore, un ragazzo di nome Todd, finisce in mezzo ad un duello tra un gladiatore e una tigre, mentre Pete e Myka per strada assistono ad una sparatoria tra pistoleri del vecchio west. Artie, Pete, Myka e Claudia scoprono che un artefatto (costruito da Philo Farnsworth) sta proiettando nella città scene di vecchi film in 3D, in grado di produrre effetti sul mondo reale. L'artefatto è costituito da due pezzi, una specie di cinepresa e un proiettore, la prima custodita nel magazzino, la seconda andata dispersa. Poco prima che il proiettore trasmettesse una scena in cui l'intera città sarebbe saltata in aria, riescono a localizzarlo e a rimettere in moto la vecchia cinepresa in modo che venga trasmesso qualcosa di non distruttivo. Nel frattempo la signora Frederic porta i suoi superiori, i cosiddetti "reggenti", a visitare Leena. Il loro sospetto consiste che nel subconscio della ragazza si potrebbero nascondere dei frammenti della personalità di MacPherson.
- Guest star: Nolan Gerard Funk (Todd), Mark Sheppard (Benedict Valda), Paula Garcés (Kelly Hernandez)

## Eterna giovinezza
- Titolo originale: Age Before Beauty
- Diretto da: Tawnia McKiernan
- Scritto da: Andrew Kreisberg

### Trama
A Milano, durante una sfilata di moda, una donna anziana muore dopo aver urlato qualcosa alle modelle. Una delle modelle inoltre, risulta misteriosamente scomparsa. Artie invia quindi Pete e Myka ad indagare e i due agenti segreti scoprono che il corpo della donna anziana corrisponde a quello della ragazza scomparsa. Per scoprire quale misterioso artefatto abbia provocato l'invecchiamento della giovane, destino toccato anche ad altre modelle della stessa casa di moda, Pete convince Myka a fingersi anch'essa una modella e a sfilare nella settimana della moda in programma a New York. Con l'aiuto di Artie e Claudia, il colpevole viene individuato in un fotografo in grado con un artefatto, una speciale macchina fotografica di Man Ray, di invertire la giovinezza con l'anzianità di due persone diverse. Il fotografo vendeva quindi la giovinezza delle modelle a delle ricche persone anziane disposte a pagare. La stessa Myka sarà una vittima di tale fotografo, anch'esso un uomo anziano che ha usufruito dell'artefatto più volte, ma Artie e Pete riusciranno a recuperare la macchina fotografica e la utilizzeranno per far ritornare vecchio il fotografo e giovane Myka. Nel frattempo Artie prova anche a fare da figura paterna a Claudia, "consigliandola" su come comportarsi con un ragazzo, Todd, che le ha chiesto di uscire.
- Guest star: Nolan Gerard Funk (Todd)

## 13.1
- Titolo originale: 13.1
- Diretto da: Chris Fisher
- Scritto da: Ian Stokes

### Trama

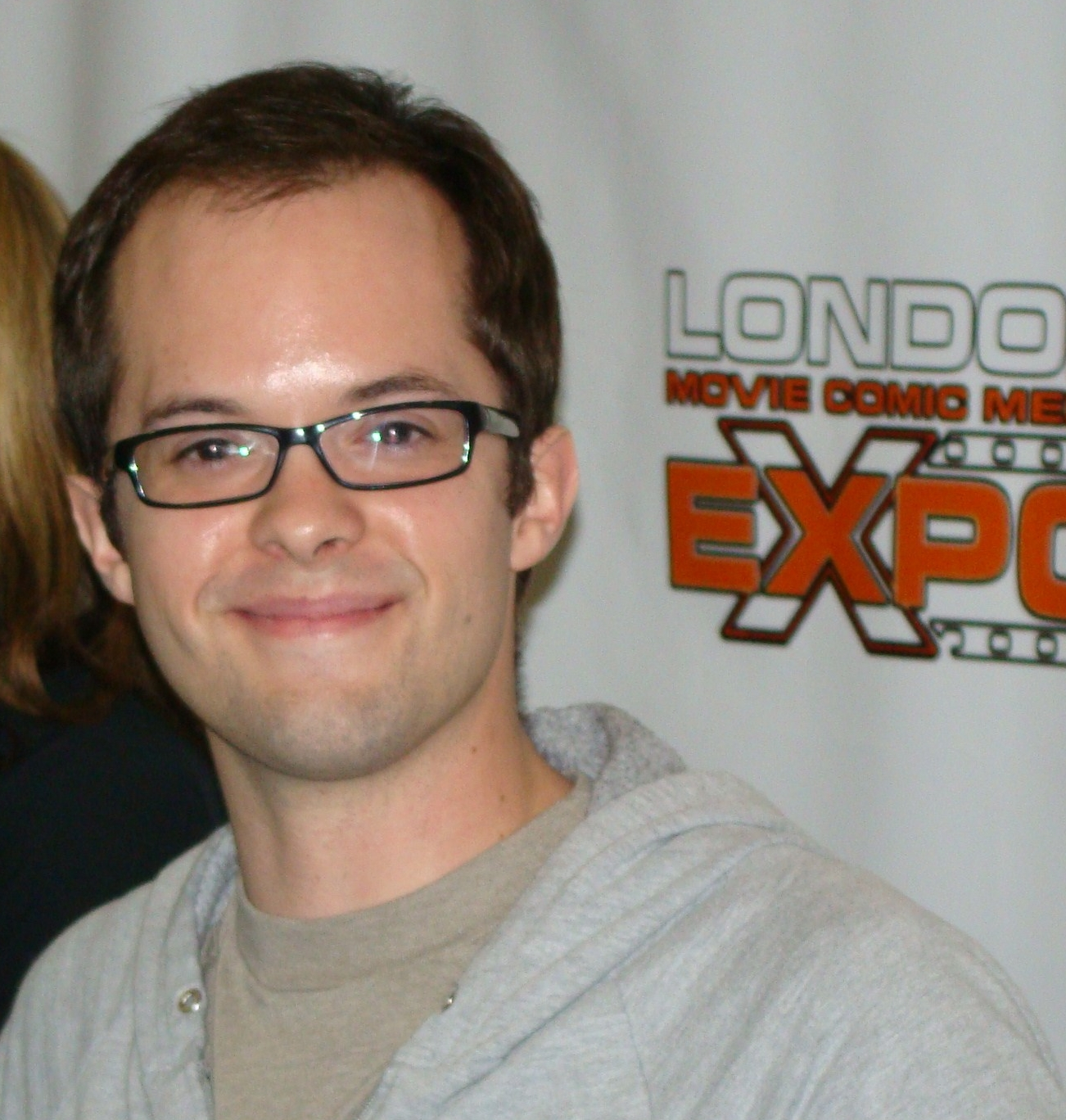
Neil Grayston

Un tecnico della Global Dynamics, Douglas Fargo, viene inviato dai reggenti al magazzino 13 per un upgrade al sistema informatico. Cercando di installare i nuovi componenti si attiva però un sistema di sicurezza segreto, ideato dall'ex ingegnere del magazzino Hugo Miller, che prende sotto controllo il magazzino. Mentre Pete e Myka vanno a recuperare l'ingegnere che ha ideato il sistema, ora ricoverato in una casa di cura, Artie scopre che Hugo ha trasferito una parte del suo cervello nei computer, utilizzando lo "Zootropio di Max Wertheimer". Artie riesce a interagire con l'ologramma di Miller prodotto dal sistema di sicurezza, e questi lo convince a consegnargli la restante parte del cervello del reale Hugo Miller. Quando Pete e Myka ritornano al magazzino con Miller, Artie collega quest'ultimo al sistema, che mentre avvia il trasferimento del sistema neurale, diventa vulnerabile. Claudia e Artie riescono quindi a prendere il controllo del sistema e ad invertire il processo, restituendo così al reale Hugo Miller il suo cervello. Nel finale, Claudia, che aveva iniziato una relazione con Todd, si vede lasciata da quest'ultimo.
- Guest star: Neil Grayston (Douglas Fargo), René Auberjonois (Hugo Miller), Nolan Gerard Funk (Todd)
- Nota: questo episodio rappresenta un crossover con la serie televisiva Eureka. Appare infatti l'attore Neil Grayston, interprete del personaggio Douglas Fargo, scienziato della Global Dynamics di Eureka.[1]

## Paranoia telegrafica
- Titolo originale: Around the Bend
- Diretto da: Tawnia McKiernan
- Scritto da: Bob Goodman

### Trama

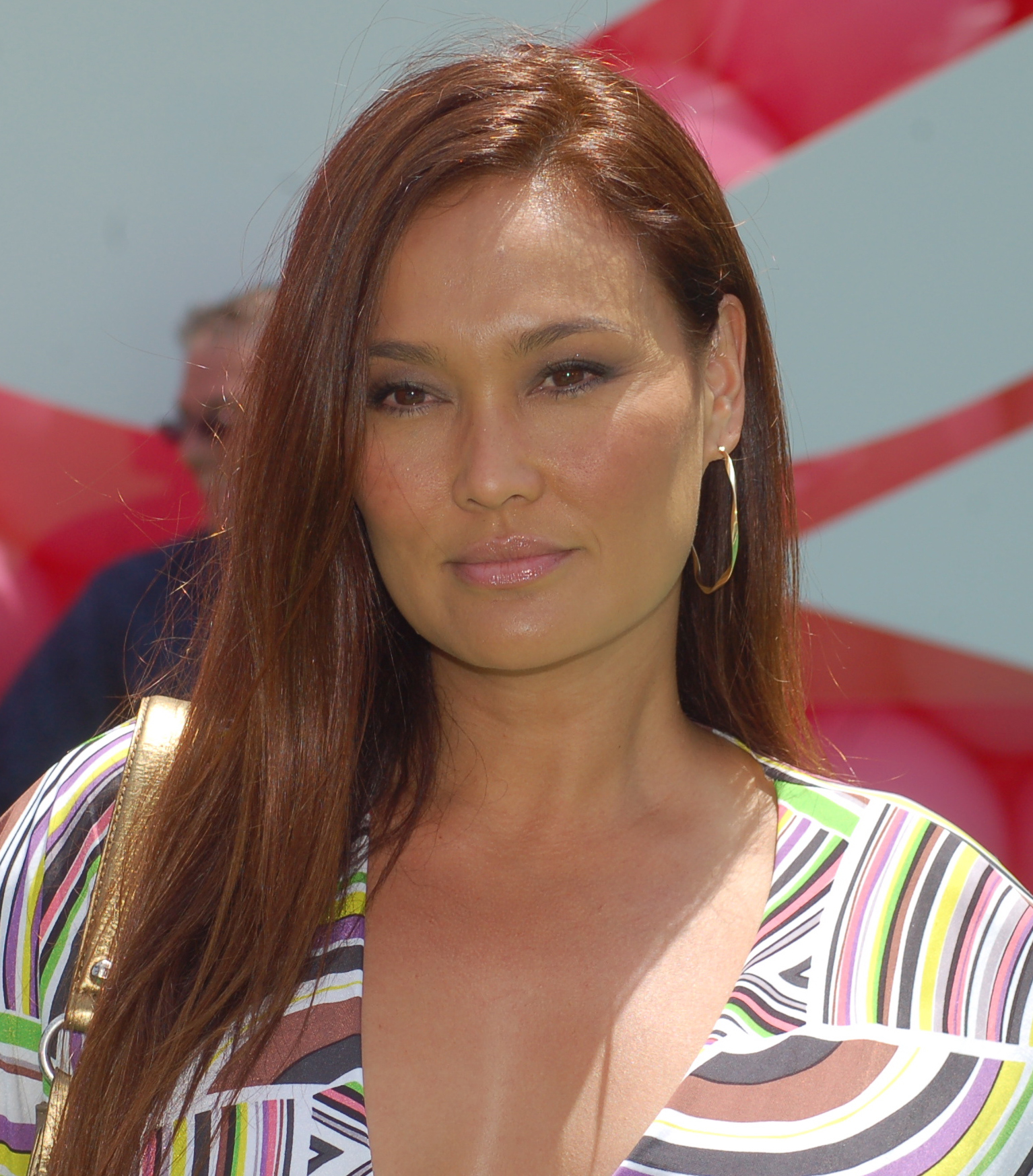
Tia Carrere

A Lakefield (Illinois), in un museo, Pete e Myka sono impegnati nel recupero del "Bastone da passeggio del Generale Laverlong" in grado di generare dei terremoti. Mentre inseguono il possessore dell'artefatto, una guardia dello stesso museo, Pete incontra la signora Frederic che gli ordina di non recuperare l'artefatto e di non mettere al corrente Myka. Così Pete farà finta di non notare la guardia in fuga, permettendogli di sfuggire. Subito dopo sia Pete che Myka vengono arrestati dalle altre guardie del museo, ignari di quanto stia accadendo, e saranno liberati solo dopo che un'ex-partner di Pete, Katie Logan, conferma la loro identità come agenti segreti americani. Tornati al magazzino, trovano uno dei reggenti, Valda, che li ammonisce per non aver recuperato l'artefatto e li avvisa che d'ora in poi saranno tutti più controllati. In seguito Pete, incontra nuovamente la signora Frederic, che lo incarica di trovare un traditore all'interno del magazzino che sta vendendo gli artefatti a chi attualmente possiede il bastone. Inseguendo di nascosto la guardia del museo, Pete scopre che è proprio Valda il traditore, e quando tenterà di inseguirlo lui gli comunica di desistere altrimenti ucciderà la signora Frederic, che ha rapito, e i suoi compagni. Nel frattempo, Artie, Leena, Claudia e Myka si accorgono dello strano comportamento di Pete, e dopo una breve indagine scoprono che Pete è in realtà vittima di gravi allucinazioni, provocati dal contatto con un altro artefatto, un antico telegrafo proveniente da Jazirat al Maqlab, che era presente nel museo di Londra. Artie e Myka riusciranno quindi a localizzare e raggiungere Pete, che aveva appena catturato Valda per farsi dire dove avrebbe rinchiuso la signora Frederic, riportandolo alla realtà. Nel finale la stessa signora Frederic gli comunica che i reggenti non prenderanno provvedimenti per il suo comportamento, poiché è stato solo vittima di un artefatto, ma gli ordina di prendersi un po' di ferie.
- Guest star: Tia Carrere (agente Katie Logan), Mark Sheppard (Benedict Valda)

## Per la squadra
- Titolo originale: For the Team
- Diretto da: Tawnia McKiernan
- Scritto da: Drew Z. Greenberg

### Trama

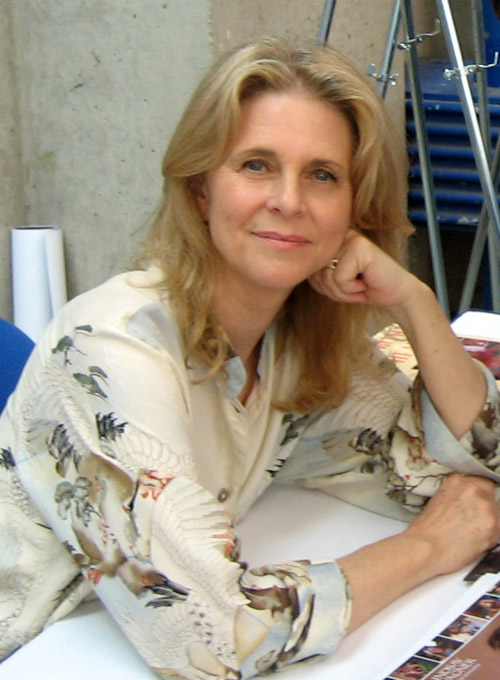
Lindsay Wagner

Dopo che Pete è rimasto vittima del telegrafo allucinogeno, Artie decide di tenerlo al magazzino e di mandare in missione Claudia al suo posto con Myka. In tale missione, le due indagano su una particolare squadra di wrestling, che dopo anni di sconfitte, è divenuta praticamente invincibile. Claudia e Myka durante le indagini incontrano H. G. Wells, che comunica di voler aiutare nelle indagini e di avere l'obiettivo di tornare a lavorare nel magazzino. Myka, per tenerla anche sotto controllo, accetta l'aiuto. Le tre scopriranno che l'artefatto è un particolare mestolo (appartenuto a Godfrid Haraldsson), che immerso nella bevanda usata dai wrestler, li rende praticamente invincibili, ma con un dannoso effetto collaterale: provocare l'autocombustione. Wells avrà anche l'occasione di salvare la vita prima a Myka e poi a Claudia, quando quest'ultima cade in una vasca contenente la particolare sostanza, dopo di che scompare nuovamente. Nel frattempo, Artie si è fatto ricrescere l'appendice, cosa che fa ogni anno tramite la "Trottola di Barnum", allo scopo di incontrare il medico ufficiale del magazzino, la dottoressa Vanessa Calder, per la quale prova un interesse sentimentale. Seguendo il consiglio di Pete, nel finale si convince a non usare più un tale rimedio per incontrarla e la invita per una passeggiata. Anche lo stesso Pete ottiene un appuntamento con la veterinaria della zona, Kelly Hernandez, che finora si era sempre dimostrata ostile nei suoi confronti.
- Guest star: Lindsay Wagner (Dr.ssa Vanessa Calder), Jaime Murray (H. G. Wells), Paula Garcés (Kelly Hernandez)

## Nel corpo di un altro
- Titolo originale: Merge with Caution
- Diretto da: Anton Cropper
- Scritto da: Nell Scovell

### Trama

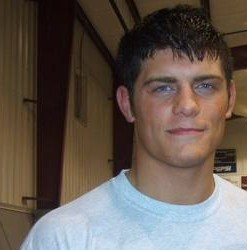
Cody Rhodes

Dopo aver recuperato un artefatto, un fermacarte con la forma di un grifone, Pete e Myka si preparano a trascorrere un week-end normale, lontano dal loro lavoro. Pete si reca dalla sua nuova fidanzata Kelly, mentre Myka va ad un raduno di ex-studenti, su invito dell'ex-capitano di football della squadra scolastica, Kurt Smoller. Per entrambi però accade qualcosa di inaspettato: il grifone con cui erano venuti in contatto nell'ultima missione scambia i loro corpi, Pete assume le sembianze di Myka e viceversa. Costretti quindi a ritornare al lavoro, coordinati da Leena dal magazzino, scoprono che l'artefatto è costituito in realtà da una coppia di fermacarte, ideati probabilmente da Robert Louis Stevenson, autore di Dr. Jekyll and Mr. Hyde. Riescono quindi a trovare l'altro fermacarte, nelle mani degli stessi possessori del primo, un ladro di gioielli e il suo complice, una guardia giurata, che si scambiavano i corpi durante i loro colpi. Non riuscendo a mantenere il controllo i due finiscono nello stesso corpo, che in seguito esplode con la loro conseguente morte. Stessa cosa sta per succedere a Pete e Myka, ma una volta recuperati i due grifoni, riescono a neutralizzarli in tempo e a salvarsi. Nel frattempo Claudia aveva scoperto la presenza di un altro artefatto a Denver, che una donna sta utilizzando per manipolare i dirigenti di una società di assicurazioni, facendogli effettuare considerevoli donazioni in beneficenza. Poiché Pete e Myka sono già impegnati, tocca alla stessa Claudia e ad Artie recuperare l'artefatto, costituito da un paio di calze di Mata Hari, in grado di sedurre e manipolare gli uomini che lo toccano. Tra le vittime dell'artefatto ci sarà lo stesso Artie, ma Claudia riesce a farsi consegnare l'artefatto dalla donna che lo utilizzava e a neutralizzarlo.
- Guest star: Cody Rhodes (Kurt Smoller), Paula Garcés (Kelly Hernandez), Laura Harris (Lauren)

## Vendetta
- Titolo originale: Vendetta
- Diretto da: Matt Earl Beesley
- Scritto da: Michael P. Fox

### Trama

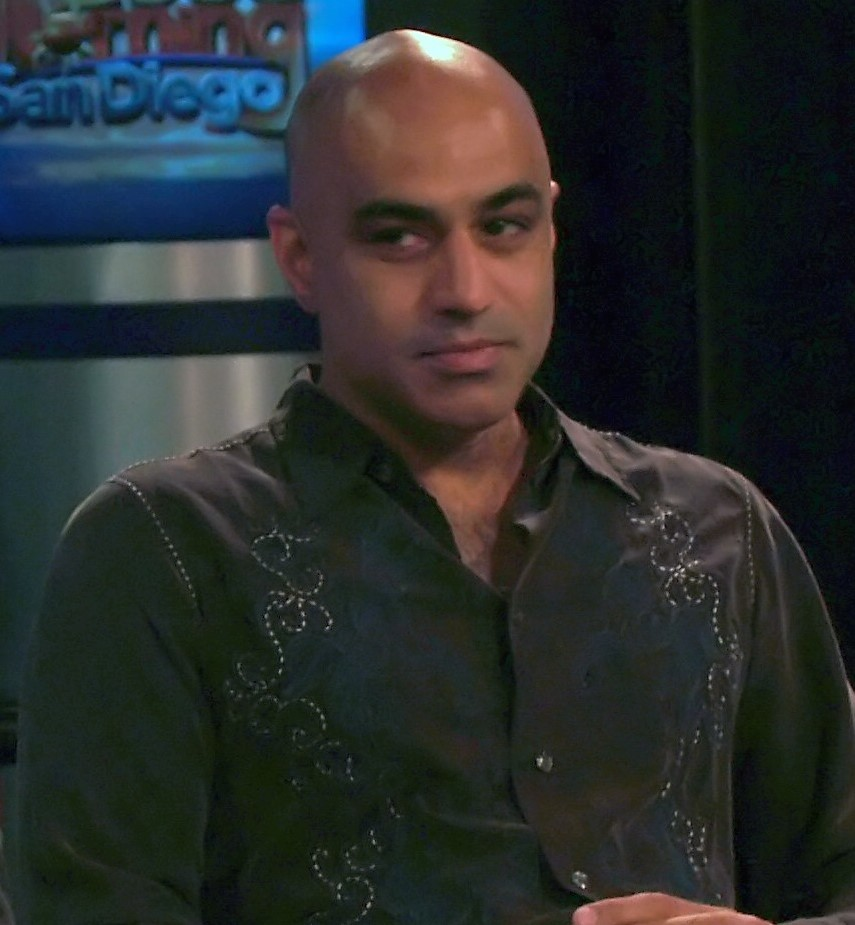
Faran Tahir

L'ex capo di Pete e Myka, Daniel Dickinson, viene trovato ucciso a Washington, nel quartier generale dei servizi segreti. L'agente Katie Logan che indaga sul caso, contatta la squadra del magazzino, poiché anche se non è a conoscenza della loro attività, sa che sono loro ad occuparsi dei casi "strani". In questo caso Dickinson è stato ritrovato con tutte le ossa allungate e distorte, e Artie capirà subito che si tratta di un artefatto (una catena appartenuta a Torquemada) di sua vecchia conoscenza. Prima di essere reclutato dalla signora Frederic e dai reggenti, Artie lavorava per l'NSA e durante la guerra fredda vendeva degli oggetti sequestrati dai servizi segreti ad una spia russa, in cambio del rilascio di prigionieri, tra cui vi erano anche suoi familiari, senza sapere tuttavia che si trattava di artefatti e che avessero particolari abilità. Ma un giorno si pentì di aver venduto informazioni ai russi e si costituì, fu allora che fu reclutato per il magazzino e gli fu data una nuova identità. Il suo contatto russo però, poiché diventato inutile, fu rinchiuso in un campo di detenzione nel suo stesso paese. Adesso Artie è convinto che sia tornato in circolazione e stia usando gli artefatti che gli aveva venduto per vendetta personale. Dopo che un altro suo conoscente viene ucciso, Artie teme per la sua famiglia, che lo crede morto, e decide di andare a Mosca con Pete e Myka per fermare il suo ex informatore, Alexander. Tuttavia qui viene rapito dall'omicida, e scoprirà che il colpevole non è Alexander, morto in prigione, ma suo figlio Ivan, che vuole vendicare la morte del padre. Pete e Myka, aiutati da H. G. Wells, che vuole dimostrare nuovamente di essere utile, riescono a ritrovare Artie e fermare Ivan. Wells nel frattempo racconta anche a Myka di essere stata bronzata su sua richiesta, poiché per cercare di riportare in vita sua figlia, aveva provocato la morte di un agente, convincendosi così di essere diventata solo una minaccia. Nel frattempo Claudia scopre che l'identità di Todd è falsa e indagando viene a sapere che in realtà il ragazzo fa parte di un programma di protezione testimoni. Dopo che Todd le confessa di averla lasciata solo perché ordinatogli dai suoi agenti di protezione, i due si riappacificano, ma dovranno separarsi di nuovo e dirsi addio, poiché sarà trasferito per la sua sicurezza. Nel finale, una misteriosa figura, che sembra essere superiore anche ai reggenti nel prendere le decisioni relative al magazzino, il signor Adwin Kosan, comunica ad Artie, Pete e Myka che H. G. Wells è reintegrata come agente. Mentre Pete e Myka le danno il benvenuto, Artie è fortemente contrariato.
- Guest star: Tia Carrere (Katie Logan), Jaime Murray (H. G. Wells), Nolan Gerard Funk (Todd), Faran Tahir (Adwin Kosan)

## Linea temporale
- Titolo originale: Where and When
- Diretto da: Stephen Cragg
- Scritto da: Drew Z. Greenberg e Andrew Kreisberg

### Trama

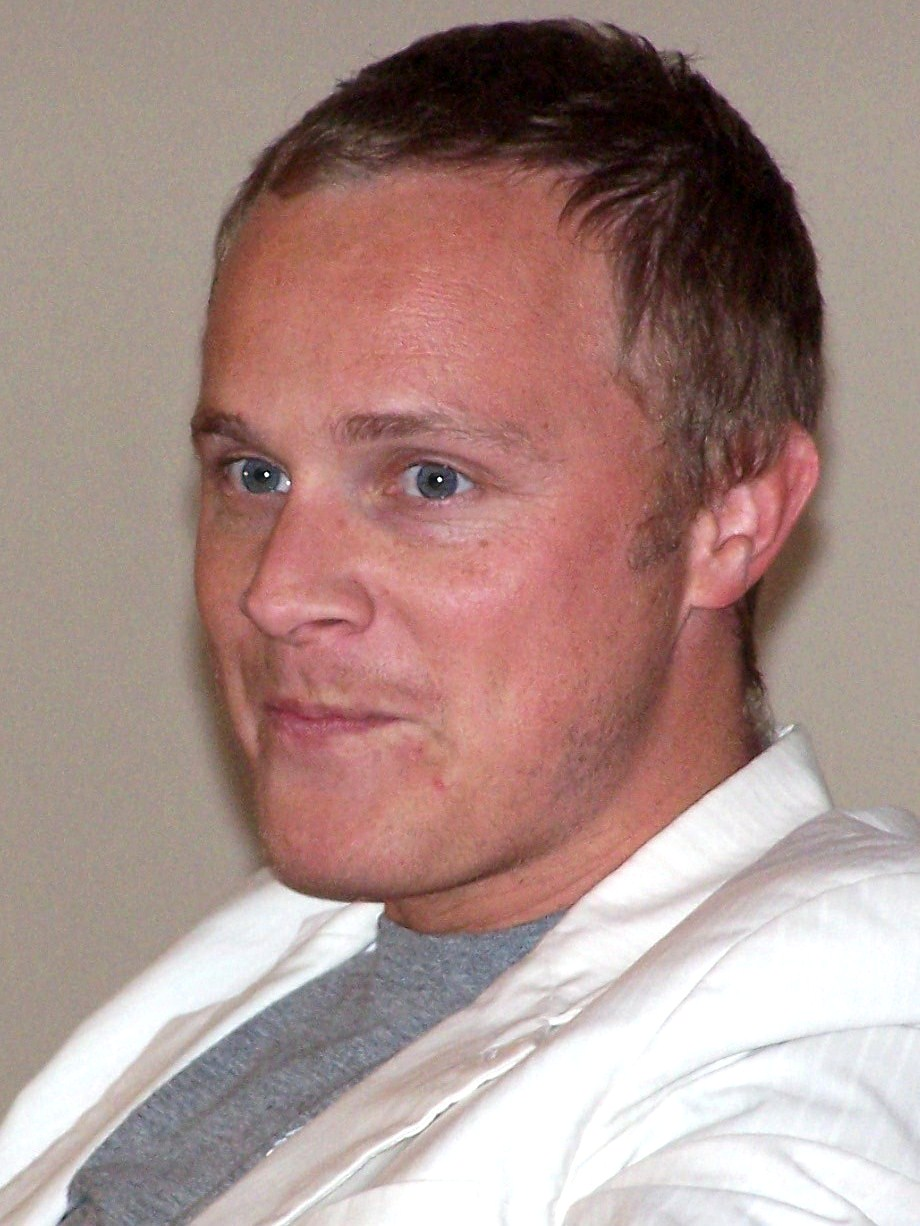
David Anders

Mentre Artie si continua a mostrare molto irritato per la presenza di H. G. Wells, che ora si fa chiamare semplicemente Helena, al magazzino 13 si presenta l'ex agente Rebecca. Rebecca racconta che nel 1961 con il suo partner ha cercato di fermare Jonah Reitt, un direttore di una rivista denominata Where and When, che ha ucciso con un artefatto la moglie e le sue tre segretarie. Tuttavia, non è mai riuscita a rintracciare né Reitt, oggi morto, né l'artefatto. Artie si reca quindi da solo nell'appartamento del defunto Reitt in cerca dell'oggetto misterioso, lasciando il resto del team al magazzino con Rebecca, che continuando a parlare del passato racconta che lei e il suo partner proprio quando erano sul punto di fermare Reitt hanno avuto una specie di blackout, un vuoto di memoria di 22 ore e 19 minuti, probabilmente a causa di un'azione dallo stesso Reitt. Sentendo questo, H. G. Wells capisce che in realtà la causa di quel blackout era una sua invenzione, una specie di macchina del tempo inventata nel tentativo di salvare sua figlia, che era in grado di trasferire la mente di un uomo in quella di un altro del passato, assumendo il controllo del suo corpo esattamente per 22 ore e 19 minuti. Tale macchina si trova oggi nel magazzino, con un biglietto che sembra riportare la calligrafia di Pete e un vecchio filmato del 1961 in cui appaiono proprio Pete e Myka nei corpi degli agenti Rebecca e Jack, che raccontano di essere andati nel passato per fermare Reitt senza però avercela fatta in tempo, ma che era stata la scelta giusta. Senza aspettare il ritorno di Artie, Pete e Myka decidono quindi di utilizzare la "macchina del tempo" per tornare nel passato e cercare di recuperare l'artefatto. I due si ritrovano quindi nel 1961, nel corpo degli agenti Jack e Rebecca, assistiti da Charlie Martin, il segretario del magazzino di quell'epoca. Dopo essere riusciti a rintracciare Reitt scoprono che in realtà non è lui l'omicida, ma la moglie gelosa, che pensando che il marito la tradisse con le segretarie, decise di ucciderle con il "Coltello di Cenerentola" che trasforma le persone in statue di vetro. Mentre Pete e Myka cercano di fermarla, accidentalmente la moglie finisce per trafiggersi col coltello e morire. Reitt rischia di essere il sospettato principale, così Myka gli indicherà dove fuggire, mentre Pete si fa venire un'idea per depositare l'artefatto in un posto in cui potranno ritrovarlo dopo quasi 50 anni. Quando Artie ritorna al magazzino i due sono ancora nel passato, e si irrita molto con Wells, che ha messo in pericolo le vite dei suoi agenti, tuttavia quando tutto finisce e Pete e Myka ritornano nel presente, sembra riconoscere che in realtà ha svolto un buon lavoro. Artie nel frattempo aveva anche scoperto che Rebecca sta per morire a causa di un cancro, così acconsentirà a farle usare la "macchina del tempo" affinché possa rivedere il suo vecchio partner professionale e sentimentale, anche se sa che le costerà la vita a causa delle cattive condizioni in cui riversa il marchingegno dopo l'ultimo utilizzo.
- Guest star: Roberta Maxwell (Rebecca St. Clair), Jaime Murray (H. G. Wells), David Anders (Jonah Reitt), Armin Shimerman (Charlie Martin)

## Sepolto
- Titolo originale: Buried
- Diretto da: Stephen Surjik
- Scritto da: Robyn Adams e Mike Johnson

### Trama

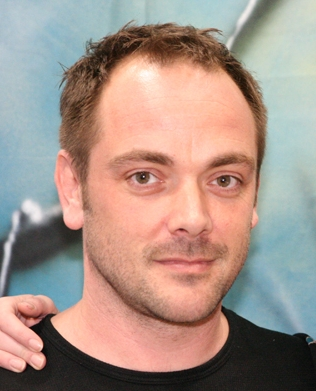
Mark Sheppard

In Egitto tre giovani archeologi muoiono improvvisamente in seguito ad un processo di automummificazione spontanea. Contemporaneamente, al magazzino 13, la signora Frederic perde momentaneamente conoscenza, esclamando una frase apparentemente senza senso. Dopo aver ripreso i sensi, insieme ad Artie impiegherà poco tempo per capire cosa è successo: in Egitto qualcuno ha trovato l'antico magazzino 2, e lo ha riattivato. Il magazzino quindi ha iniziato a riattivare una connessione con il suo custode, ma poiché è morto duemila anni fa, ha trovato solo il custode dell'attuale magazzino: la signora Frederic. Questa però non può gestire due connessioni con i due magazzini, e di conseguenza rischia di subire gravi danni cerebrali e di morire se il magazzino 2 non viene nuovamente disattivato. Pete, Myka e H. G. Wells vengono inviati quindi, con il reggente Valda, in Egitto, dove scopriranno che i tre archeologi sono finiti mummificati a causa del sistema di protezione del magazzino 2. Trovato il magazzino egizio riescono ad entrare ma prima di poter raggiungere il punto in cui può essere disattivato e definitivamente chiuso devono affrontare una serie di trappole, in una delle quali Valda muore. Nel finale, dopo che Pete riesce con un'intuizione a disattivare il magazzino e così a salvare la vita alla signora Frederic, H. G. Wells spara con un artefatto a Pete e Myka, facendogli perdere conoscenza. Nel frattempo al magazzino Artie si assenta misteriosamente, e la signora Fredric scopre grazie alle indagini che aveva avviato Claudia sul caso, che i tre archeologi che avevano trovato il magazzino 2, erano stati ingaggiati da qualcuno all'interno del magazzino.
- Guest star: Jaime Murray (H. G. Wells), Paula Garcés (Kelly Hernandez), Lindsay Wagner (Dr.ssa Vanessa Calder), Mark Sheppard (Benedict Valda)

## Reset
- Titolo originale: Reset
- Diretto da: Constantine Makris
- Scritto da: Jack Kenny e Nell Scovell

### Trama
Pete e Myka riprendono conoscenza mentre il magazzino 2 sta per riempirsi di sabbia risprofondando sotto il deserto del Sahara. Con un artefatto (la ali di Icaro) trovato all'interno dello stesso magazzino, riescono tuttavia a salvarsi, grazie anche all'aiuto di Artie, che nel frattempo li ha raggiunti in Egitto dopo aver intuito che le cose non stavano andando come previsto. Ritornati al magazzino 13, dove Claudia e la signora Frederic hanno scoperto che è stata H. G. Wells a finanziare gli scavi per ritrovare il magazzino 2, scoprono che Wells è in viaggio per Parigi, dove è sepolta sua figlia Christina. Pete e Myka si recano quindi nella capitale francese, pensando che abbia trovato un artefatto in grado di far risorgere le persone morte. In realtà è andata a Parigi per recuperare il pezzo mancante di un artefatto che aveva preso dal magazzino 2: il tridente minoico, la prima "arma di distruzione di massa" della storia, secondo Artie la causa dell'esplosione vulcanica che sterminò la civiltà minoica. L'antico artefatto infatti, è in grado di provocare potenti eruzioni vulcaniche e H. G. Wells ha intenzione di provocarne una a Yellowstone, dove è presente uno dei vulcani inattivi più potenti del mondo. Secondo il piano che H. G. Wells aveva inizialmente fatto insieme a MacPherson, una potente eruzione in quella zona ne innescherebbe altre a catena, arrivando a generare in poco tempo una nuova era glaciale, all'unico scopo di redimere l'umanità. Wells arriva sul punto di usare il tridente, ma viene fermata appena in tempo da Myka, che riesce a convincerla a cambiare idea evocando la parte buona che è presente in lei. H. G. Wells nel finale, viene presa in custodia dal signor Kosan, mentre Myka, dispiaciuta per essersi fidata di lei dall'inizio ed essere stata così facilmente ingannata, scrive una lettera di addio e si allontana dal magazzino. Nel frattempo H. G. Wells aveva anche inviato il "Portacipria di Lizzie Borden" alla fidanzata di Pete, che le provoca l'intenzione di ucciderlo. Pete e Claudia recuperano l'artefatto in tempo, ma Kelly, rimasta molto scossa per aver cercato di uccidere la persona che ama, e spaventata dal mondo con cui Pete ha a che fare, decide a malincuore di lasciarlo e andarsene.
- Guest star: Jaime Murray (H. G. Wells), Paula Garcés (Kelly Hernandez), Faran Tahir (Adwin Kosan)

## Babbo Natale segreto
- Titolo originale: Secret Santa
- Diretto da: Jack Kenny
- Scritto da: Bob Goodman

### Trama
Al magazzino 13, in occasione del Natale arriva Joshua, il fratello di Claudia, mentre Pete e Myka sono in procinto di ritornare alle loro case. Tuttavia Artie assegna loro un nuovo caso e si dovranno intrattenere. A Los Angeles, un titolare di una catena di centri commerciali riceve un'aggressione nel suo appartamento da parte di una strana entità con l'aspetto di Babbo Natale, che gli intima di cambiare vita, diventando più buono. L'uomo, Larry Newly, per portare avanti i suoi affari vive lontano da moglie e figlia, e si prepara ad avviare la costruzione di un nuovo centro commerciale sfrattando gli abitanti di un intero quartiere. Pete e Myka, indagando, scoprono che il Babbo Natale è generato da un artefatto costituito da un antico ornamento natalizio (proveniente dalla Tregua di Natale), stimolato dai desideri di avere un padre più presente da parte della figlia di Larry. Myka prova a neutralizzare l'artefatto, che arriva sul punto di rapire e minacciare di far sparire Larry, ma la tradizionale sostanza gelatinosa stavolta non funziona. Sarà la bambina stessa a chiedere a Babbo Natale di riavere suo padre, che si pentirà del suo stile di vita e potrà così riabbracciare la sua famiglia.
Nel frattempo, Leena fa vedere a Claudia una vecchia foto che mostra Artie da bambino che suona un pianoforte tedesco. Con l'aiuto del fratello, Claudia decide quindi di trovare e regalare quel pianoforte ad Artie per Natale. Dopo una ricerca, riesce a trovare lo strumento musicale, e con esso incontrerà anche il signor Isadore Weisfelt, il padre di Artie, convincendolo ad andare al magazzino per ritrovare suo figlio. Nel finale, Pete, Myka, Leena, Claudia, Joshua, Artie e suo padre trascorreranno insieme la cena di Natale.
- Guest star: Judd Hirsch (Isadore Weisfelt), Paul Blackthorne (Larry Newly)
- Peculiarità: L'episodio costituisce uno speciale natalizio trasmesso appositamente durante il mese dicembre, lontano dal normale periodo di messa in onda, la cui trama è scollegata dal resto degli episodi. Per l'occasione, nella sigla sono stati inseriti vari elementi tipici natalizi, durante l'episodio sono state usate molte musiche tradizionali di Natale e dopo i titoli di coda è stato mostrato un messaggio di augurio ai telespettatori.[3]